# フライ・フィッシング

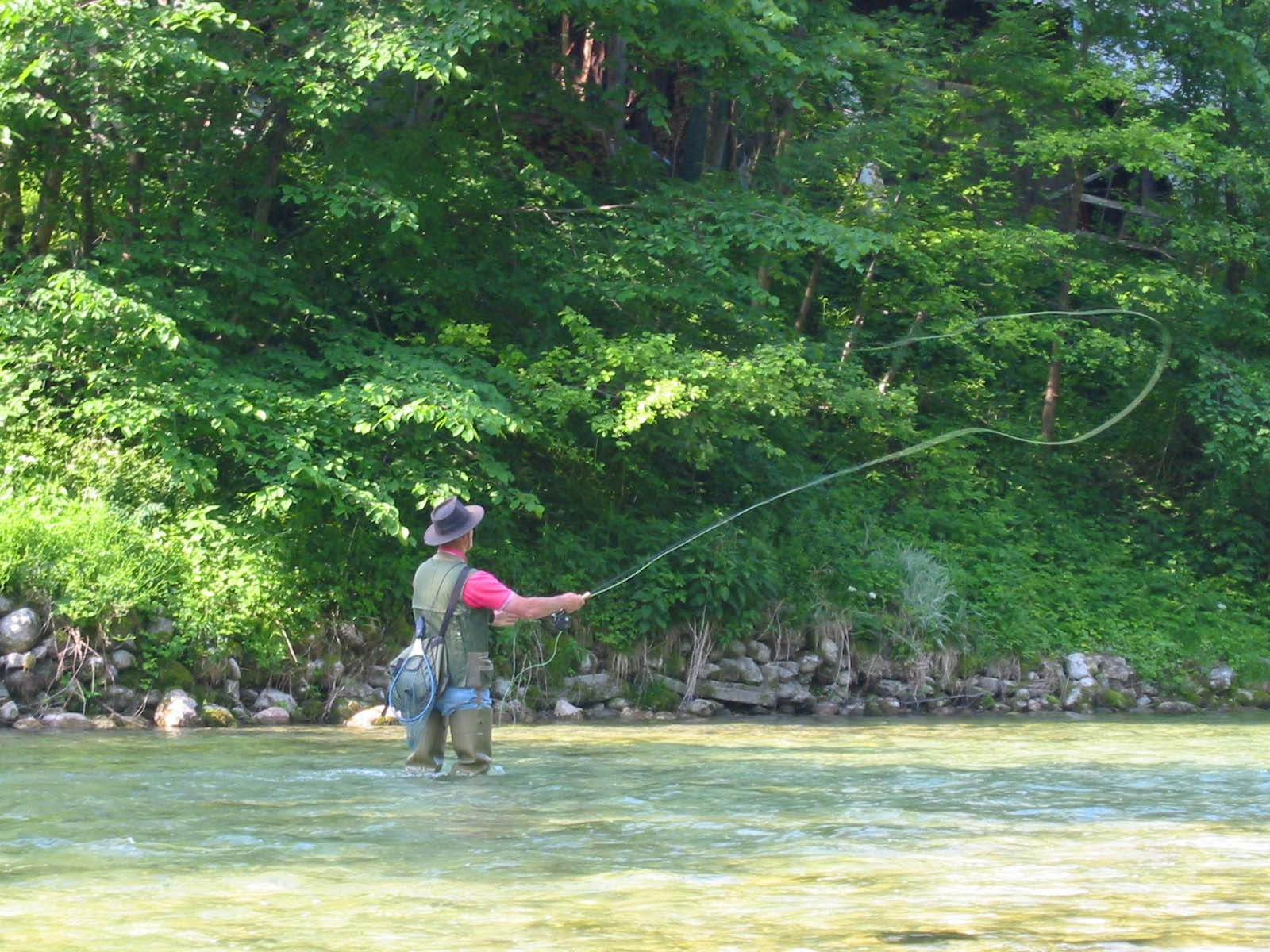
川でのフライフィッシング

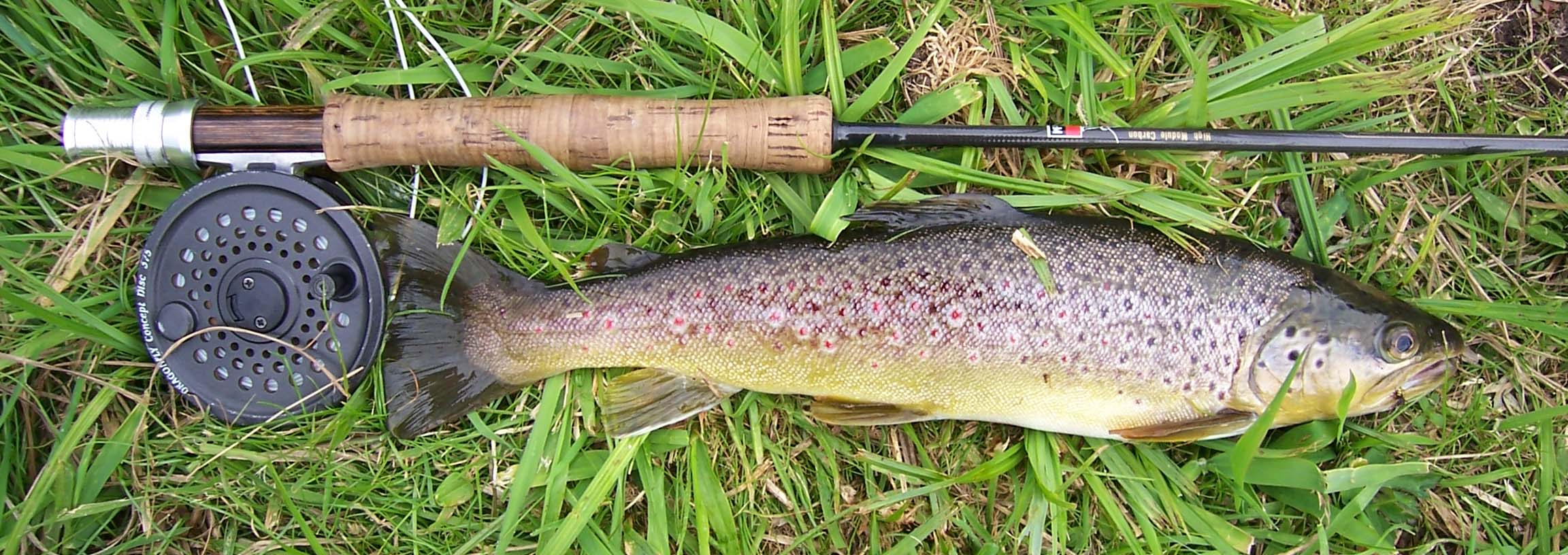
フライロッドとリールとチョークストリーム（Chalk stream）に棲む野生のブラウントラウト

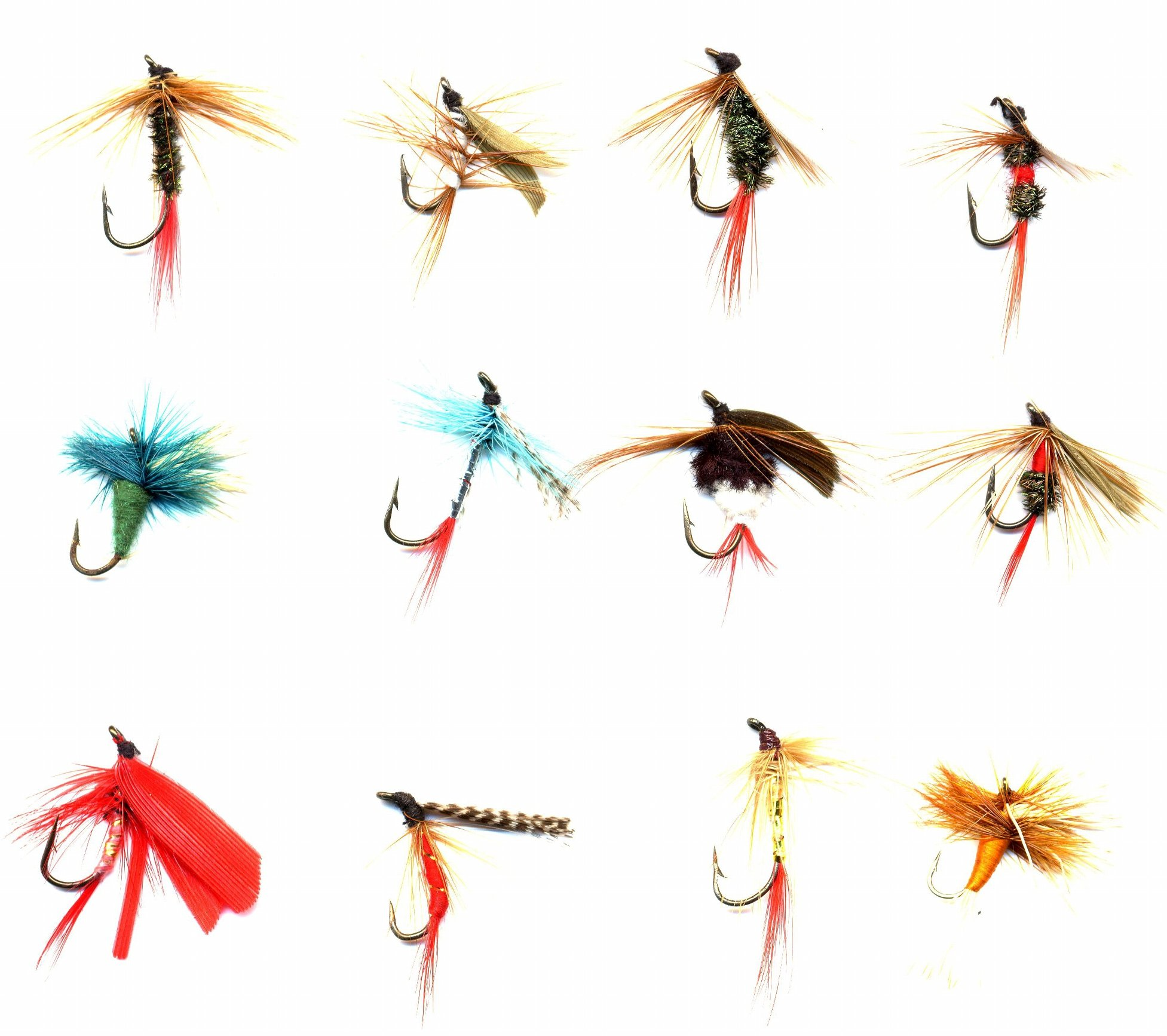
フライ

フライ・フィッシング（英: Fly fishing）とは、欧米式の毛針であるフライを使う釣りである。起源はイギリスの貴族で、現在も格調高い紳士のスポーツとして楽しまれている。
日本では1902年（明治35年）、栃木県日光市の湯川と湯ノ湖に、英国商人トーマス・グラバーがカワマスを放流して楽しんだことが始まりとされる。このため、この一帯は「日本のフライフィッシングの聖地」と称される。
日本の伝統的な毛針を使った釣りであるテンカラ釣りがこれと大きく異なる点は、リールを使用しないことと毛針による誘い方の違いである。

## 概要
フライ・フィッシングの要素を大きく4つに分けると次のようになる。
キャスティング
フライは非常に軽量である。フライフィッシングでは錘（オモリ）は使わず、釣り糸（ライン）自体の重さによってフライを投入するため、キャスティングを習得することから始まる。これは他の疑似餌を使う釣り、ルアーフィッシングなどではその重量によって遠方まで投入できるのと大きく異なる。ラインを前後に振り、勢いと方向性を付け投げる「オーバーヘッドキャスト」、頭上後方までゆっくりロッドを立てた後前に振り、水面をラインが転がるようにして投げる「ロールキャスト」、ラインの一部を水面に触れさせた状態で後方にループを形成し投げる「スペイキャスト」など、方法は多岐にわたる。原理的には革紐や鎖などの鞭（むち）を振りかざす動作を似せて、フライを目的とするポイントへ投入し、フライを手元で匠に動作させる。引き寄せる際にはリトリーブという。
ファイト
ヒットした魚を釣り上げる技術のことである。他の釣りに比べると魚と釣り竿（ロッド）との間にあるのはラインのみであり、オモリや疑似餌の重量などに邪魔されず、直接的に魚とやり取りができるためエキサイティングな手応えとなる。
タイイング
魚の食べ物に似ている (imitate)フライを製作すること（詳細はフライの項を参照）。
自然観察
フライフィッシングの哲学とも言われる。その所以は、釣りをする時期の、現地に棲む水生昆虫や小魚の種類を確認し、魚が捕食していると思われる餌に似たフライを選ばなければ釣果につながらないからである。
いずれの分野も一朝一夕で身につくものではなく、奥の深い趣味と言える。この釣法の独特の技術と趣味性から、一般的にはハードルが高いという面もある。
使用するフライに応じてドライフライ・フィッシングとウェットフライ・フィッシングの2つに大別することが出来る。
ドライフライ・フィッシング
フライを水面に浮かせる釣り方。
ウェットフライ・フィッシング
フライを水中に沈める釣り方。
ニンフフィッシング
フライを水中に沈める釣り方ではあるが、ニンフ（水生昆虫）と呼ばれるフライを使用する場合は一般にウェットフライ・フィッシングとは呼ばない。
フライ・フィッシングではサケ科の魚をターゲットにすることが多い。そのため、サケ科の魚が生息する河川や湖沼で釣りをする場合が多い。使うフライに似た水生昆虫や小魚などを捕食するサケ科以外の魚を狙ったり、それらが意図せず釣れてしまったりすることもある（後述）。最近では管理池や海でフライフィッシングを楽しむムーブメントもある。

## タックル
必須タックル（最低限必要なもの）
- ロッド
- リール
- フライライン
- リーダー（フライラインの先に付ける糸）
- フライ

その他のタックル
- ティペット（リーダーの先に付ける糸）
- フロータント（フライやリーダー、フライラインを浮かせる塗布剤）
- フィッシングベスト類（フライボックスなどを入れる上着。移動の多いフィッシングにおいては必須とも言える）
- ウェーダー（胴付長靴。フライフィッシングにおいては必須とも言える）

摘要：他にも状況や釣法、対象魚によって様々なタックルが必要となる。

### ロッド、リール、フライライン

#### サイズ（番手）と対象魚、フィールド
ロッド、リール、フライラインのサイズは○番、#○と呼ぶ。なお、呼び方は違っても意味は同じである。
ロッド、リール、フライラインのサイズは数字が大きくなればなるほど大型になる。小さいもので#0（メーカーによっては#000というものもある）、最大では#15まである（さらに大きい番手もある可能性がある）。
- 0～1 : 小型のヤマメなど。藪沢・渓流などの近距離かつ無風。
- 2～4 : ヤマメ、イワナなどのサケ科。渓流での中・近距離。
- 4～6 : ニジマスなどの比較的大型になる魚。中・大河川・湖での中・遠距離。
- 6～8 : 大型のニジマス・ブラウントラウト・アメマスなど。湖での中・遠距離。
- 8～10 : サーモンやソルトウォーター（海または汽水域）でのシーバスなどの大型魚。
- 10～15 : シイラ、カツオ、マグロ（ツナ）などの超大型魚。

ただし、人によっては上記に当てはまらない場合もある。
近年では鯉やブラックバスをフライフィッシングで釣る人も多くなってきた。バス狙いのフライをバスフライと呼ぶ。
バス狙いでのタックル番数は6～8番付近が多いようである。
フライをピンポイントに遠方へ投げるため、フライラインとその重量バランスを考慮しなければならない。小麦（粒）を計量するときに使われるグレインという重量単位を使うこともある。

#### フライラインの仕様とその意味
フライラインには太さ以外に仕様があり、テーパーデザインや、ウェットフライ用では沈下速度などによって記載が変わる。
フライラインのパッケージには仕様を示す記号がある。

##### テーパー形状
DT
ダブルテーパーと呼び、フライライン全体のテーパーが左右対称になっているものをいう。
テーパーのない太い中間部が長いためロールキャストやメンディングが楽に行える。超遠投には不向きだが、使用していくうちに先端部が痛んできた場合に反転させ使用することができる、フライラインを中心でカットし使用したり（ハーフと呼ぶ）などコスト面で優位である（遠投ができないわけではない）。超小型リールではハーフにしないとラインが収まらないものもある。
WF
ウェイトフォワードと呼びフライラインの基本的な仕様である。
テーパーが左右非対称で、一方が太く、一方が細い形状になっているため遠投に向いている仕様である（使用する際は太い側を飛ばす側に使用する）。
ST
シューティングテーパー、またはシューティングヘッドと呼び、WFラインから細い側を取り除いた形状。
このラインは、ライン後端にモノフィラメントなどの細いラインを接続し使用する、超遠投用ラインである。

##### フライラインの太さ
この数字はロッドなどと同じ意味合いである。購入の際はロッドやリールの番手に合ったサイズを購入する。

##### 使用目的との適合
F
フローティングという意味で、主にドライフライで使用するフライラインで水面に浮くタイプ。
S
シンキングという意味で、ウェットフライで使用するフライラインで、水中に沈下するタイプ。
I
インターミディエイトと呼び、シンキングに属するフライライン。沈下速度が一番遅いタイプ。

##### シンキングラインでの沈下速度
ウェット用での表記であり、ドライ用では表記しない。インターミディエイトは沈下速度 2～5cm/sである。
SI
スローシンキング。沈下速度 5～6.7cm/s
SII
ファーストシンキング。沈下速度 6.7～10cm/s
SIII
エクストラファーストシンキング。沈下速度 11.8～13cm/s
SIV
スーパーファーストシンキング。沈下速度 15.4～18.2cm/s
上記これらの記号の組み合わせによりラインの性質、使用目的などが細かく分類されていて、必要に応じてラインを選ぶことになる。
DT-3F、WF-5F、WF-6S、WF-9SIIIなどと商品パッケージに記載されている。

#### バッキングライン
バッキングラインとはいわゆる下巻き糸のことで、通常のリールではスプールの内径が細く巻き癖がつきやすいことや
フライラインを全て巻いてもスプールに隙間が出来てしまう。このため、バッキングラインを巻いてスプール内径を大きくしてから
バッキングラインとフライラインを繋ぎ、リールに納める。
また、別の用途としてターゲットが大型魚で湖や海で使用する場合、魚が走るとフライラインだけでは足りないため
バッキングラインを予備ラインとして使用する。超ロングキャストの場合、バッキングラインをも出してキャストすることがある。
スプール内径の大きい「ラージアーバーリール」や超小型リールではバッキングラインを使用しないことが多い。
一般的には細めのタコ糸のようなもので、黄色などに着色してあるものがある。
着色ラインの場合、フライラインに色が移ってしまうものがあるので同系色との組み合わせ以外は要注意である。

### フライ（フック）のサイズ
フライ（フック）のサイズはロッドなどと呼び方は同じであるが意味合いが逆で、数字が大きくなればなるほど小型になる。
小さいもので#32（それ以下もある可能性がある）、大きなもので#4/0（#0のさらに4つ上）まである（さらに大きい番手もある可能性がある）。#32ともなると米粒以下の大きさである。

#### フライサイズとタックルサイズの適合
- 0以上：ロッドサイズ#10～15。
- 1～6：ロッドサイズ#7～10。
- 6～12：ロッドサイズ#5～7。
- 12～20：ロッドサイズ#2～5。
- 18～24：ロッドサイズ#1以下～1。

ただし、人によっては上記に当てはまらない場合もある。ロッドの番手が該当していなくても近いサイズであれば使用可能であり問題はない。

#### リーダー・ティペットサイズとタックルサイズとの適合
リーダーとティペットのサイズは上記タックルとはまた別の呼び方で、○Xと呼ぶ。
意味合いはフライと同じで、数字が大きくなればなるほど細く（小型）なる。
小さいもので10X（それ以下もある可能性がある）、大きなもので04X（0Xのさらに4つ上）まである（さらに大きい番手もある可能性がある）。
あくまでも太さの目安であり強さとの関係はなく、強さはポンド（lb)で別途表記されている。
- 0X以上：ロッドサイズ#10～15。
- 1～3X：ロッドサイズ#7～10。
- 3～5X：ロッドサイズ#5～7。
- 5～7X：ロッドサイズ#2～5。
- 7～10X：ロッドサイズ#1以下～1。

ただし、人によっては上記に当てはまらない場合もある。ロッドの番手が該当していなくても近いサイズであれば使用可能で、問題は無い。
厳密にはリーダーとはテーパー部のみを指し、その先に接続するテーパーのない細いラインをティペットと呼ぶ。
しかし現在売られているリーダーにはティペットがすでに一体形成されており、そのため商品にはリーダー+ティペットの長さが記載されている。
一般にリーダーと呼ぶのは商品名のリーダーで、リーダー＋ティペットのことである。
商品のリーダーのティペット部の長さが足りないことや（特に短いものを使っている場合）、フライを交換した際にティペットを切って短くなるため
更に別途でティペットを継ぎ足して使用するのが一般的だが、継ぎ足さない人も実際にはいるので継ぎ足すか足さないかは好みの問題である。
リーダー部の太い側をバット（BUTT)、中間をミドル（MIDDLE）、その先のティップ部はティップまたはティペット（TIP or Tippet）と呼ぶ。
製品によってバット、ミドルのリーダー全体に対する割合が工夫してあり、この割合によって使用目的や使いやすさなども決まる。
フローティングラインにはリーダーの商品表記で9ft以上、シンキングラインには7.5ft以下が目安。
リーダー（ティペット部）を長くする利点は、川の水の流れにラインが押されてしまう「ドラッグ（またはドラグ）」の影響が少ないことや
魚に見破られにくいといった点がある。特にドライフライでは顕著に現れる。
ただし長くすると風の影響を受けやすく、キャスティング時のパワーがライン先端まで届きにくいといった扱いにくさも現れるため
短いほうが扱いやすさは上である。そのため初心者は短いもの（7.5ft前後）から始めた方が良い。また、玄人でも短いものを好む人もいる。

#### ティペット・フライサイズの適合・ティペットの強度
フライとティペットのサイズが合わないとフライの動きが不自然になり、釣れにくくなる。
| ティペット | 号数  | 強度   | フライサイズ |
| ---------- | ----- | ------ | ------------ |
| 0X         | 3号   | 7kg    | #1/0~4       |
| 1X         | 2.5   | 6kg    | #4~8         |
| 2X         | 2号   | 5kg    | #6~10        |
| 3X         | 1.5号 | 4kg    | #10~14       |
| 4X         | 1号   | 3kg    | #12~16       |
| 5X         | 0.8号 | 2kg    | #14~22       |
| 6X         | 0.6号 | 1.5kg  | #16~24       |
| 7X         | 0.4号 | 1kg    | #18~26       |
| 8X         | 0.3号 | 0.75kg | #20~28       |

※上の表は目安。メーカーによって多少の誤差がある。